# غستيلورن
غستيلورن (بالإنجليزية: Gstellihorn)‏ هو أحد جبال سلسلة جبال الألب البرنية وجزء من القمة الأم فينستيرارون يقع في كانتون برن، سويسرا. يبلغ ارتفاع الجبل حوالي 2855 متر، بينما يبلغ ارتفاع نتوء الجبل 366 متر.